# Agaméstor el Farsalio
Agaméstor el Farsalio (en griego Ἀγαμήστωρ ὁ Φαρσάλιος) fue un poeta helenístico menor natural de Farsalia (Grecia). 
Según transmite Tzetzes, Agaméstor fue autor de un Ἑπιθαλάμιον τῆς Θέτιδος (Epitalamio de las bodas de Tetis), del que sólo se han conservado cuatro versos. En estos, el poeta afirma que el héroe Aquiles se llamó de recién nacido Pirísoo. 